# Homem de Pequim
Homem de Pequim ou de Beijing (Homo erectus pekinensis, Chinês: 北京猿人, pinyin: Běijīng Yuánrén) são fósseis de uma subespécie da espécie extinta Homo erectus. Foi descoberto entre 1923 e 1927 durante as escavações em Zhoukoudian (Chou K'ou-tien) perto de Pequim, na China. Em 2009, esse grupo de espécimes fósseis foram datados em cerca de 750 mil anos atrás, e a nova datação 26Al/10Be sugere que eles estão na faixa de 680,000-780,000 anos de idade.
Entre 1929 e 1937, foram descobertos 15 crânios parciais, 11 mandíbulas, muitos dentes, alguns ossos esqueletais e um grande número de ferramentas de pedra no Lower Cave at Locality 1 no sítio do Homem de Pequim em Zhoukoudian. Sua idade é estimada entre 500.000 e 300.000 anos de idade. (Um número de fósseis de humanos modernos também foram descobertos na Gruta Superior no mesmo local em 1933.) Os fósseis mais completos, todos calvários, são:
1. Skull II, descoberto no Locus D em 1929, mas apenas reconhecido em 1930, é um adulto ou adolescente com um tamanho cerebral de 1030 cc.
2. Skull III, descoberto no Locus E em 1929 é um adolescente ou juvenil com um tamanho cerebral de 915 cc.
3. Skull X, XI e XII (às vezes chamados LI, LII e LIII) foram descobertos no Locus L em 1936. Eles são pensados para pertencer a um H. erectus homem e adulto, uma mulher e adulta e um jovem com tamanhos cerebrais de 1225 cc, 1015 cc e 1030 cc, respectivamente.[3]
4. Skull V: dois fragmentos cranianos foram descobertos em 1966, que se encaixam em dois outros fragmentos encontrados em 1934 e 1936 para formar uma grande parte da calota com um tamanho cerebral de 1140 cc. Essas peças foram encontradas em um nível mais alto, e parecem ser mais modernas que as outras calotas.[4]

A maior parte do estudo sobre esses fósseis foi feita por Davidson Black até sua morte em 1934. Pierre Teilhard de Chardin assumiu o cargo até que Franz Weidenreich o substituiu e estudou os fósseis até ele deixar a China em 1941. Os fósseis originais desapareceram em 1941, mas excelentes moldes e as descrições permanecem.

## Descoberta e identificação
O geólogo sueco Johan Gunnar Andersson e o paleontólogo americano Walter W. Granger vieram a Zhoukoudian, na China, em busca de fósseis pré-históricos em 1921. Eles foram direcionados para o sítio em Dragon Bone Hill por pedreiros locais, onde Andersson reconheceu depósitos de quartzo que não eram nativos da área. Imediatamente percebendo a importância desse achado, ele se voltou para o colega e anunciou: "Aqui é um homem primitivo, agora tudo o que temos a fazer é encontrá-lo!".
O trabalho de escavação foi iniciado imediatamente pelo assistente paleontólogo austríaco de Andersson, Otto Zdansky, que encontrou o que parecia ser um molar humano fossilizado. Ele retornou ao sítio em 1923 e os materiais escavados nas duas escavações subsequentes foram enviados para a Universidade de Uppsala, na Suécia, para análise. Em 1926, Andersson anunciou a descoberta de dois molares humanos neste material, e Zdansky publicou suas descobertas.
O anatomista canadense Davidson Black do Peking Union Medical College, animado pela descoberta de Andersson e Zdansky, garantiu o financiamento da Fundação Rockefeller e recomeçou escavações no local em 1927 com cientistas ocidentais e chineses.  O paleontólogo sueco Anders Birger Bohlin descobriu um dente que caiu, e Black colocou-o em um medalhão de ouro na corrente do relógio.  Black publicou sua análise na revista Nature, identificando sua descoberta como pertencente a uma nova espécie e gênero que ele chamou de Sinanthropus pekinensis, mas muitos colegas cientistas ficaram céticos sobre essa identificação com base em um único dente, e a fundação exigiu mais espécimes antes de concordar em conceder dinheiro adicional. 
Uma mandíbula inferior, vários dentes e fragmentos de crânio foram desenterrados em 1928. Black apresentou esses achados à fundação e foi recompensado com uma concessão de US$ 80.000 que ele usou para estabelecer o Cenozoic Research Laboratory.
As escavações no local sob a supervisão dos arqueólogos chineses Yang Zhongjian, Pei Wenzhong e Jia Lanpo descobriram 200 fósseis de hominídeos (incluindo seis calotas cranianas quase completas) de mais de 40 espécimes individuais. Essas escavações chegaram ao fim em 1937 com a invasão japonesa. As escavações em Zhoukoudian retomaram após a guerra.  O sítio do Homem de Pequim em Zhoukoudian foi listado pela UNESCO como Patrimônio da Humanidade em 1987. Novas escavações foram iniciadas no sitio em junho de 2009.

## Conclusões paleontológicas
Os primeiros espécimes de Homo erectus foram encontrados em Java em 1891 por Eugene Dubois, mas foram descartados durante alguns anos por muitos cientistas que interpretavam-no como os restos de um macaco deformado. A descoberta da grande quantidade de achados em Zhoukoudian pausou isso e o Homem de Java (inicialmente chamado de Pithecanthropus erectus) foi transferido para o gênero Homo junto com o Homem de Pequim. 

Foram utilizados achados contiguos de restos de animais e evidências de uso de fogo e ferramentas, bem como a fabricação de ferramentas, para que o H. erectus seja o primeiro "trabalhador de ferramentas". A análise dos restos do Homem de Pequim levou à afirmação de que os fósseis de Zhoukoudian e Java eram exemplos do mesmo amplo estágio da evolução humana. Esta interpretação foi desafiada em 1985 por Lewis Binford, que afirmou que o Homem de Pequim era um ladrador, não um caçador. 